# (18656) Mergler
(18656) Mergler (1998 FW29) – planetoida z pasa głównego asteroid okrążająca Słońce w ciągu 3,64 lat w średniej odległości 2,37 j.a. Odkryta 20 marca 1998 roku.